# Wushu
Wushu představuje souhrnný název všech čínských bojových stylů.
Známější pojmenování je také kungfu (nebo kung-fu), jedním z překladů je význam „úroveň mistrovství“. Slovo wu (武; wǔ) znamená "boj". Jeho čínský znak je vyroben ze dvou částí; první znamená "chůze" nebo "stop" (止; zhǐ) a druhý znamená "kopí" (戈; gē). To znamená, že "wu武" je obranné použití boje.

## Popis, historie
Termín "wushu 武術" znamená "bojová umění". Původ wushu může být vysledován až k člověku rodu Homo a jeho boji o přežití v drsném prostředí během doby bronzové (3000–1200 př. n. l.) nebo ještě dříve. Použití zbraní v této době v boji proti divokým zvířatům nakonec vedlo ke kořenům technik Wushu založených na zbraních. Od dynastie Shang (cca 1556–1046 př. n. l.) až po období válčících států (481–221 př. n. l.) se wushu dále vyvinulo ve specializované ozbrojené a neozbrojené bojové metody a začaly se objevovat sofistikované zbraně pro válku. Během této doby se wushu také stalo populárním mezi obyčejnými lidmi jako prostředek sebeobrany a zlepšení zdraví, stejně jako zábava. Na počátku 20. století napomohl vznik několika organizací pro rozvoj sportu v Číně rozvoji Wushu do oblasti populárního masového sportu. V roce 1923 se v Šanghaji konaly první čínské národní hry Wushu a v roce 1936 čínská delegace předvedla wushu na olympijských hrách XI, které se konaly v Berlíně . Wushu zahrnuje mnoho stylů čínských bojových umění, ať již tradičních, nebo moderních.  
Tradiční Wushu (běžně označované jako kung-fu) je páteří celého wushu a má dlouhou a rozmanitou historii. Tradiční bojové styly se dědili z generace na generaci jako kulturní dědictví, jejichž výuce se věnovali mistři těchto stylů. Vzhledem k tomu, že wushu pochází z Číny, tradiční praktiky wushu se rozvíjely a šířily po celé zemi a absorbovaly odlišné kulturní, etnické a filozofické charakteristiky různých skupin v Číně. Jejich hlavním cílem je funkční sebeobrana, dokonalá práce s tělem, posílení těla i ducha na všech úrovních, cvičení dechu .
Moderní styly jsou známy taky jako „sportovní“ wushu, vznikly v novodobé historii inovováním tradičních stylů pomocí akrobatických prvků, skoků. Sportovní wushu je dynamické rychlé cvičení plné výbušné energie. Moderní styly představují divácky atraktivnější podívanou a jsou také soustředěné na jiné cíle: gymnastická přesnost, krása pohybů, náročné skoky a akrobatické prvky.
Čína je obrovská a wushu není všude stejné. Řeka Yangtze je dělí na severní a jižní. Severní styly jsou charakteristické střídáním velmi nízkých i vysokých postojů a jejich rychlými změnami, častým používáním kopů a skoků a dlouhými technikami rukou. Na jihu využívají také nízké postoje, které jsou však velmi pevné a nezvedají se. Techniky rukou jsou kratší a kopů není tolik.

## Sport
Taolu je mezinárodní termín pro soubor předem určených technik wushu/kungfu. Také je možné použít termín formy, nebo sestavy. Sestavy se rozdělují na sportovní(moderní) a tradiční a dále podle stylu.  Rozdíly daných stylů jsou tak velké (stejně jako hodnotící kritéria), že lze těžko hodnotit různé styly dohromady (podobně jako karate a judo). Mimo kategorie beze zbraně lze v každém stylu také cvičit se zbraní. Tam se poté kategorie dále dělí podle charakteristiky zbraně (meč, šavle, hůl, kopí, dvojité zbraně, bič, vějíř, halapartna…). V dané kategorii rozhodčí na soutěži hodnotí různá kritéria, například správnost postojů a technik, stabilita, práce se zbraní, bojový duch, v případě moderních stylů také obtížnost skoků apod.
Taiji quan (Tai chi) je tradiční čínské bojové umění, které se v současnosti dostává do povědomí mnoha lidí zejména pro své pozitivní účinky na zdraví a duševní rovnováhu. Taiji je v těsném sepětí s čínskou filosofií, zejména pak s taoistickým vnímáním světa. Pro lepší porozumění taiji je dobré znát i filosofii a podmínky, ze kterých vychází.
Sanda je čínský kickboxing SANDA a značí plno-kontaktní bojový sport vycházející z tradičního čínského Wushu. Sanda vypadá podobně jako jiné kontaktní disciplíny, ale obsahuje mnoho dalších technik grapplingu.
Tuishou – Tuishou  (čti „tuišou“), Pushing hands, Tuishou, v angl. překladu „tlačící ruce“ – push – hands, je staré bojové čínské umění vycházející z prvků taichi, kde dvojice pracují na vzájemné koncentraci, síle a pozornosti. Cvičení tuishou pochází z tradičních sestav taichi popsaných zhruba  v 17. století, a tvoří základy technik pro dnešní judo, sumo a wrestling. Základem cvičení tuishou je důkladná znalost principů taichi.
Shuai jiao  (čti „šuej ťao“), znám také jako čínský wrestling, nebo kung fu wrestling, je staré obecné čínské bojové umění, jehož počátek je datován na dobu zhruba z před 6000 let. Při doslovném překladu názvu „shuai“ dospějeme k „dostaň k zemi“ a „jiao“ má víc významů, z čehož se nejblíž významem blíží k „bojuj, podraz pomocí nohou“. V moderním čínském pojetí Shuai jiao je používán význam slovního spojení „složit soupeře k zemi pomocí podražení nohou“.

## Organizace sportu v Česku
V ČR patří wushu/kungfu k organizovaným sportům. Kungfu a další výše jmenované bojové sporty se vyučují ve školách napříč republikou. Koordinaci činnosti škol vyučujících kungfu zajišťuje Česká federace wushu (ČFW) Česká federace wushu – Česká federace wushu. Česká federace wushu (ČFW) je organizace, sdružující zájemce o čínské bojové umění wushu. Vznikla 10. 12. 2012 pod názvem „Česká federace wushu a dalších bojových umění“ a v roce 2016 byla transformována na zapsaný spolek. Česká federace wushu, z.s. je rovněž oficiální sportovní organizací zapsanou v rejstříku sportu vedeném Národní sportovní agenturou ČR. Hlavním cílem činnosti České federace wushu, z.s. je: řízení a koordinace sportovní činnosti v oblasti trenérské činnosti, propagace a organizace soutěží s celorepublikovou působností, zajištění národní reprezentace v čínských bojových sportech a uměních, zajištění metodické podpory činnosti sportovních škol sdružených v ČFW,  zajištění metodiky tréninkového programu wushu/kungfu s celostátním působením, školení rozhodčích pro kvalifikaci na posuzování na národních i mezinárodních soutěžích čínských bojových sportů a umění, a vedení Sportovních center mládeže. 
Česká federace wushu je jediným oficiálním uznaným zástupcem wushu/kungfu v České republice, schváleným Českým olympijským výborem v roce 2019. Česká federace wushu je členem Evropské federace wushu (EWUF – European wushu and kungfu federation European Wushu And Kungfu Federation European Wushu And Kungfu Federation  a Světové federace wushu (IWUF – International wushu federation Home – IWUF).

## Soutěže ve wushu
Reprezentace ČR ve wushu čítá sportovce z několika sportovních disciplín, a to Tradiční taolu, Sportovní taolu, Taiji a čínského kickboxu Sanda. Wushu je nově také olympijským sportem uznaným Českým i Mezinárodním olympijským výborem. Poprvé bude wushu zařazeno na program olympijských her mládeže. Dne 8. ledna 2016 Mezinárodní olympijský výbor oznámil, že wushu bude přidáno na Letní olympijské hry mládeže 2022 v Dakaru (z důvodu covid epidemie byly přesunuty na rok 2026).